# Thú cưng bỏ túi

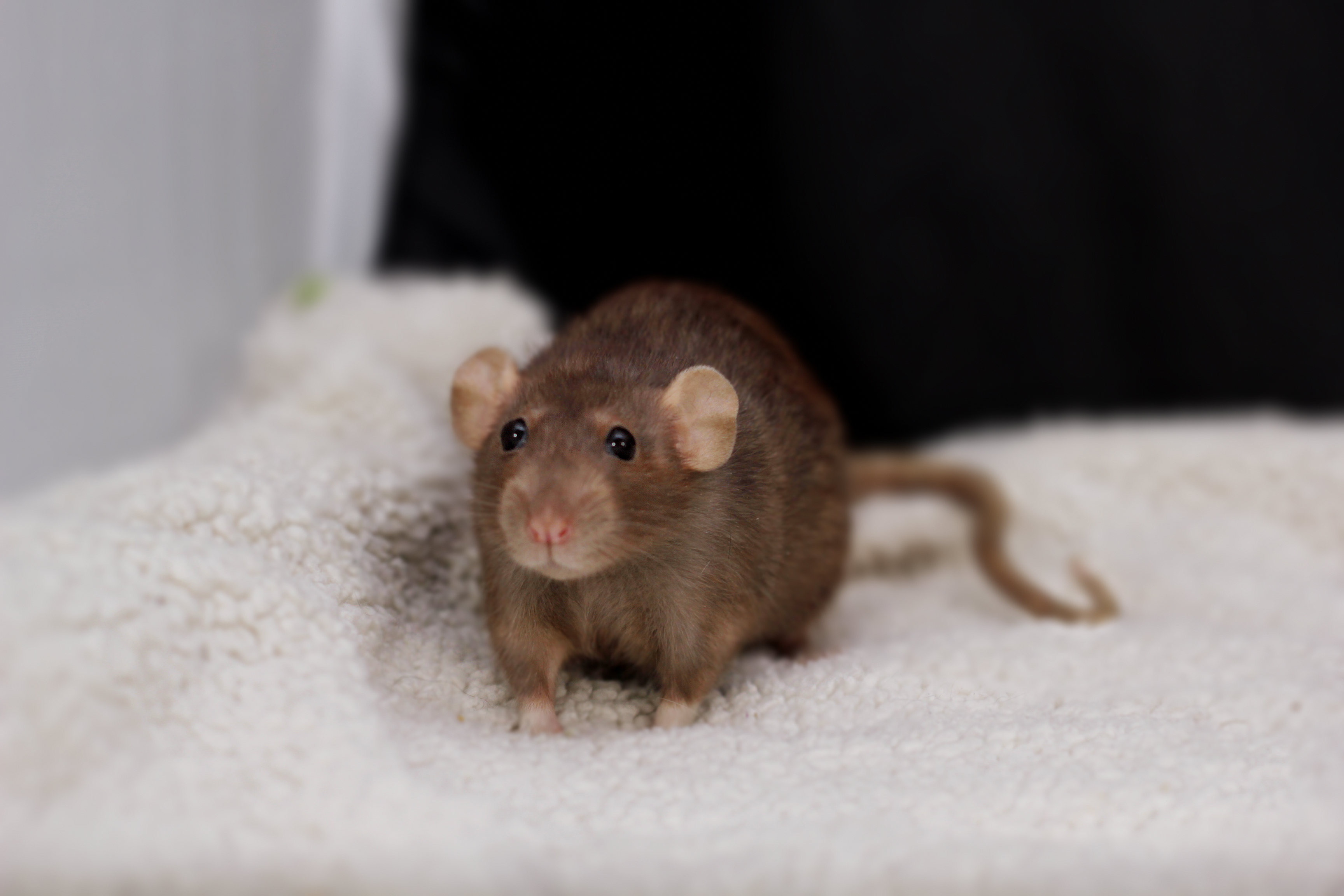
Một con chuột kiểng

Thú cưng bỏ túi (tiếng Anh: pocket pet) là các loài động vật có vú cỡ nhỏ thường được lưu giữ như là một con vật nuôi trong gia đình. Chúng thường có kích cỡ vừa vặn trong lòng bàn tay và có thể nhét vào túi. Các vật nuôi bỏ túi phổ biến nhất bao gồm các loài gặm nhấm như: chuột cảnh: chuột hamster, chuột đồng, chuột nhảy, chuột nhà và chuột lang. Nó cũng bao gồm các vật nuôi như: sóc bay Úc (sugar gliders), sóc bay, và nhím kiểng, mà đã được nhân giống như những con vật trong nhà tại Hoa Kỳ trong 15 năm qua.

## Đại cương
Việc thuần của động vật có vú nhỏ là một sự phát triển tương đối gần đây, phát sinh chỉ sau khi công nghiệp quy mô lớn. Trong lịch sử, khi xã hội Tây phương là nông nghiệp nhiều hơn so với hiện nay, các loài gặm nhấm như một toàn thể được xem như là một mối phiền toái (loài gây hại), như chúng mang mầm bệnh và các mối đe dọa đối với cây trồng. Những động vật được nuôi để săn bắt các loài gây hại, chẳng hạn như chó sục và mèo, được đánh giá cao.
Chuột cảnh là vật nuôi phổ biến tại Nhật Bản trong thế kỷ 18, do một phần lớn vào sự phong phú của các đột biến màu ở những con chuột hoang dã. Chuột cảnh lần đầu tiên đã trở thành vật nuôi phổ biến ở nước Anh thời Victoria, chuột Hamster đầu trở nên phổ biến như là vật nuôi trong những năm 1930, với hầu như tất cả các con chuột Syria hiện đại, những con Hamsters đầu tiên được đưa sang Hoa Kỳ vào năm 1938. Nhìn chung, chúng là những con thú cưng, được yêu thích, cưng chiều.